# Буль, Герман
Герман Буль (нем. Hermann Buhl; 21 сентября 1924, Инсбрук — 27 июня 1957, Чоголиза, Пакистан) — австрийский альпинист, совершивший около 100 восхождений высшей категории сложности в Альпах, первый человек, покоривший вершину Нанга-Парбат Кашмирских Гималаев и стилем своего восхождения обозначивший новые стандарты для альпинистов-высотников. Первый из альпинистов, совершивший восхождения на две непокорённые вершины высотой более 8000 метров (все без применения кислорода). Погиб во время восхождения на вершину Чоголиза в результате срыва при обрушении снежного карниза. Тело не найдено.

## Биография
Герман Буль родился 21 сентября 1924 года в Инсбруке младшим из четырёх братьев и сестёр. Мать умерла когда ему было четыре, но боль от её утраты сопровождала Буля всю жизнь. После смерти матери Герман провёл ближайшие годы в приюте.
Любовь к горам появилась в нём с самого детства, с тех пор, как «…они смотрели в мою колыбель». Десятилетнему, отец предложил Булю прогулку на Глунгецер, откуда ему открылись незабываемые виды на Инсбрук и Северный хребет, который со временем стал его первым полем деятельности в альпинистской карьере. В 1939 году он вступил в юношескую секцию Инсбрукского отделения Австрийского альпийского клуба, в которой быстро прогрессировал как спортсмен и уже в 1942 году прошёл свой первый маршрут высшей VI категории сложности — Шюсселькаршпитце по южной стене (зимой), открывший для Буля, по его словам, новую эру в жизни.
В 1943 году он был призван в армию и прошёл обучение по профессии санитар, служил в Италии, смог выжить в сражении под Монте-Кассино, попал в американский плен. После освобождения вернулся в Инсбрук, где в отсутствие профессии перебивался случайными заработками. В конце сороковых годов получил квалификацию горного гида. В последующие годы, несмотря на минимальные финансовые возможности, Буль совершил в восточных и западных Альпах целый ряд потрясающих восхождений с такими партнёрами как Луис Вигль (нем. Luis Vigl), Куно Райнер (нем. Kuno Rainer), Мартин Шлиссер и Маркус Шмук. К числу его наиболее выдающихся альпийских достижений относят первое зимнее восхождение на Мармоладу по юго-западной стене (1950), первое одиночное восхождение по северо-восточной стене Пиц-Бадиле, беспрецедентное восхождение на Эйгер по Северной стене (восьмое по счёту, но совершённое в условиях кошмарной погоды) (1952) и многие другие.

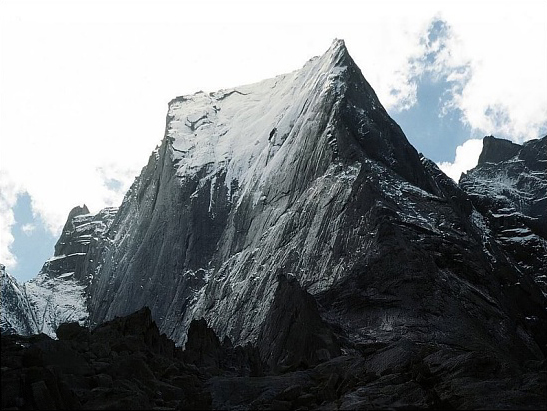
Пиц-Бадиле, северо-восточная стена

В марте 1951 года Герман Буль женился на Ойгени Хёгерле (нем. Eugenie Högerle) из Берхтесгадена и вскоре стал отцом троих дочерей.
В 1952 году он устроился на работу продавцом-консультантом в торговый дом Sporthaus Schuster в Мюнхене. В конце этого же года Герман Буль был приглашен доктором Карлом Херрлигкоффером в состав участников немецко-австрийской гималайской экспедиции памяти Вилли Меркля (нем. Willy-Merkl-Gedächtnisexpedition) на Нанга-Парбат. В качестве «подготовки» к восхождению в феврале 1953 года он ночью в одиночку прошёл восточную стену Вацманна. Эта гималайская экспедиция 1953 года ознаменовалась легендарным 41-часовым (включая время на спуск) одиночным восхождением Буля 3 июля 1953 года на непокорённую вершину, которое стало и остаётся единственным и никогда более не достижимым (с учётом поправки на время и снаряжение) подвигом выносливости в альпинизме (маршрут Буля был повторён лишь единожды в 1971 году словенцами Иваном Фиалом и Михаэлем Оролином (англ. Michael Orolin)).
Восхождение на Нанга-Парбат сделало Буля известным: он был избран в Австрии спортсменом года, выступал с многочисленными лекциями по всей Европе. В 1954 году была издана его автобиографическая книга «Achttausend drüber und drunter» («На восьми тысячах метров» (под редакцией Курта Майкса (нем. Kurt Maix))) и которая стала классикой литературы об альпинизме (в английском варианте книга вышла под названием «Долгий путь на Нанга-Парбат» (англ. Nanga Parbat Pilgrimage) (1956), в Нью-Йорке под названием «Испытание одиночеством» (англ. Lonely Challenge)(1956)).
С 1954 по 1956 год он совершил ещё целый ряд сложнейших восхождений (преимущественно соло) в Доломитовых Альпах и районе Монблана. В 1957 году вместе Маркусом Шмуком, Фрицем Винтерстеллером и Куртом Димбергером принял участие в организованной Австрийским альпклубом новой гималайской экспедиции на Броуд-Пик (8047 м) в Каракоруме, в ходе которой 9 июня 1957 года все её участники достигли вершины без искусственного кислорода, и Буль, таким образом, стал первым альпинистом — покорителем двух непобеждённых ранее восьмитысячников. После успешного возвращения в базовый лагерь он и Димбергер предприняли попытку восхождения на также остававшуюся непокорённой вершину Чоголиза (7654 м) (по юго-восточному гребню). Разыгравшаяся 27 июня во время финального штурма непогода вынудила альпинистов отступить с высоты около 7300 метров. Во время спуска по гребню под Германом Булем обвалился снежный карниз и он сорвался вместе с ним к подножию северной стены на глубину порядка 400—800 метров. Курту Димбергеру удалось через 27 часов спуститься в базовый лагерь, где он вместе с остальными участниками экспедиции попробовал организовать поисковую операцию, которая не увенчалась успехом, — из-за постоянного схода лавин альпинистам даже не удалось попасть в цирк северной стены. Герман Буль был признан погибшим. Его тело не найдено.

«Земля Германа Буля была не та, на которой садовник выращивает капусту и розы. Его земля была груба и камениста. Тем не менее он расцвёл цветком редкой красоты, какие не рождаются даже на удобренной почве. Герман Буль не был просто спокойным и устойчивым источником света. Он был пламенем, рождённым и бьющим из таинственных глубин, стремительно вспыхнувшем, словно стремившемся достать до неба…»
Оригинальный текст (нем.)Hermann Buhl war nicht der Boden, auf dem ein Gärtner Kohl und Rosen züchten konnte. Der Boden war rauh und steinig. Und doch blühten auf ihm Blumen von seltener Leuchtkraft, wie sie der gesättigte Boden nicht hervorbringt. Hermann Buhl war kein ruhig und stetig brennendes Licht. Er war eine Flamme, die, aus rätselhaften Tiefen geboren und genährt, steil emporschoß, als ob sie sich dem Himmel vermählen wollte.
— Курт Майкс, для ÖAV 1957, отд. выпуск 8/9, стр. 61—62

## Восхождение на Нанга-Парбат

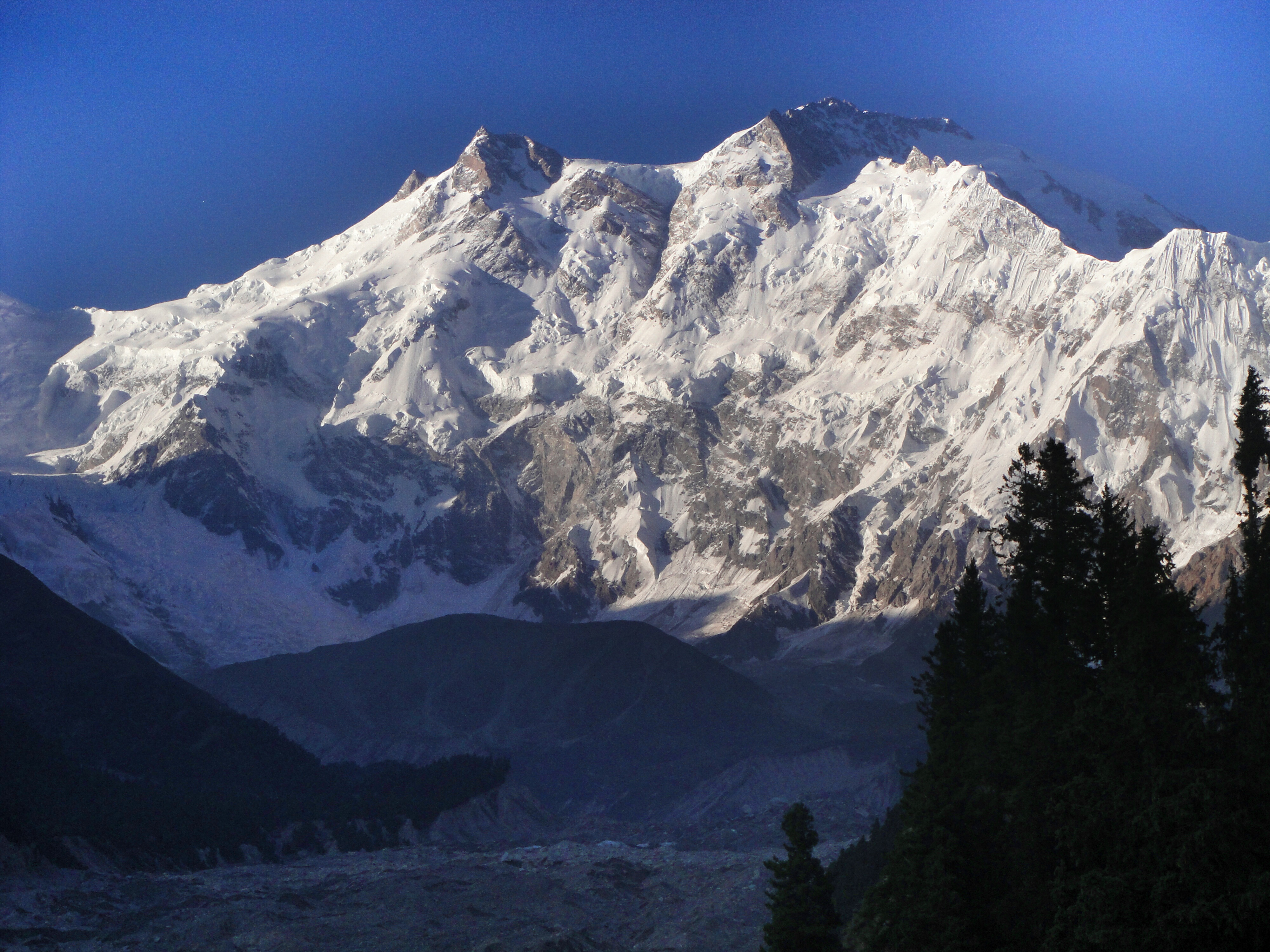
Массив Нанга-Парбат со стороны долины Ракиот. Слева Северное седло, правее, между двумя остроконечными пиками, Серебряное седло (сама вершина не видна)

Руководителем экспедиции 1953 года на вершину Нанга-Парбат (на которой к тому времени уже погибли 31 восходитель) стал Карл Херлигкоффер, сводный брат Вилли Меркля, — руководителя немецких экспедиций 1932 и 1934 годов, замёрзшего на ней в 1934 году. Альпинистскую группу возглавил Петер Ашенбреннер, — участник двух экспедиций Меркля, в состав которой, помимо Буля, входили Фриц Ауманн (нем. Fritz Aumann), Альберт Биттерлинг, Куно Райнер, Ганс Эртль, Вальтер Фрауэнбергер, Отто Кемптер (нем. Otto Kempter) и Герман Кёлленспергер.
Несмотря на то, что экспедиция столкнулась с рядом разногласий как между руководителем, так и её участниками по организационным и тактическим вопросам, касающихся восхождения, в период с середины мая по конец июня была организована цепь высотных лагерей по маршруту немецких экспедиций 1930-х годов со стороны долины Ракиот. Последний штурмовой лагерь V был разбит на Северном седле между Ракиот-Пиком и началом западного гребня (6900 м), которого Буль и Кемптер достигли 2 июля в расчёте на дальнейший подъём к вершине, который был назначен на 2 часа ночи 3 июля.
Буль вышел на штурм в 2.30. К моменту, когда Кемптер покинул лагерь V, он уже достиг «Серебряного седла», — отправной точки на пути к вершине, где оставил свой рюкзак, взяв с собой в дальнейший путь лишь фотоаппарат, флягу, немного первитина, ледоруб и лыжную палку. В 19 часов 3 июля 1953 года спустя 17 часов после начала подъёма Буль достиг вершины, на которой, по его собственным словам, не было «ничего особенного по сравнению с любыми другими, небольшое снежное плато, пара холмиков, откуда все пути вели вниз», и на которой он сделал несколько фотографий. В сгущающихся сумерках Буль начал спуск. Ночь застала его в Бацинской впадине — седловине между вершиной и предвершиной, где он простоял до рассвета на раскачивающемся каменном блоке. В 4 утра, на заиндевевших и обмороженных ногах Буль продолжил спуск. «В течение целого дня у меня было ощущение невидимого спутника, следующего за мной, несколько раз я оборачивался поговорить с ним… но я был один». В самом низком месте предвершинного плато Буль, измождённый до предела, принял три таблетки первитина и к 17.30 вышел на Серебряное седло, откуда спустился, — через 41 час после выхода из палатки, к ожидающим его в лагере V Вальтеру Фрауэнбергеру и Гансу Эртлю. Тремя днями спустя он был в базовом лагере экспедиции.

## Краткая хронология восхождений

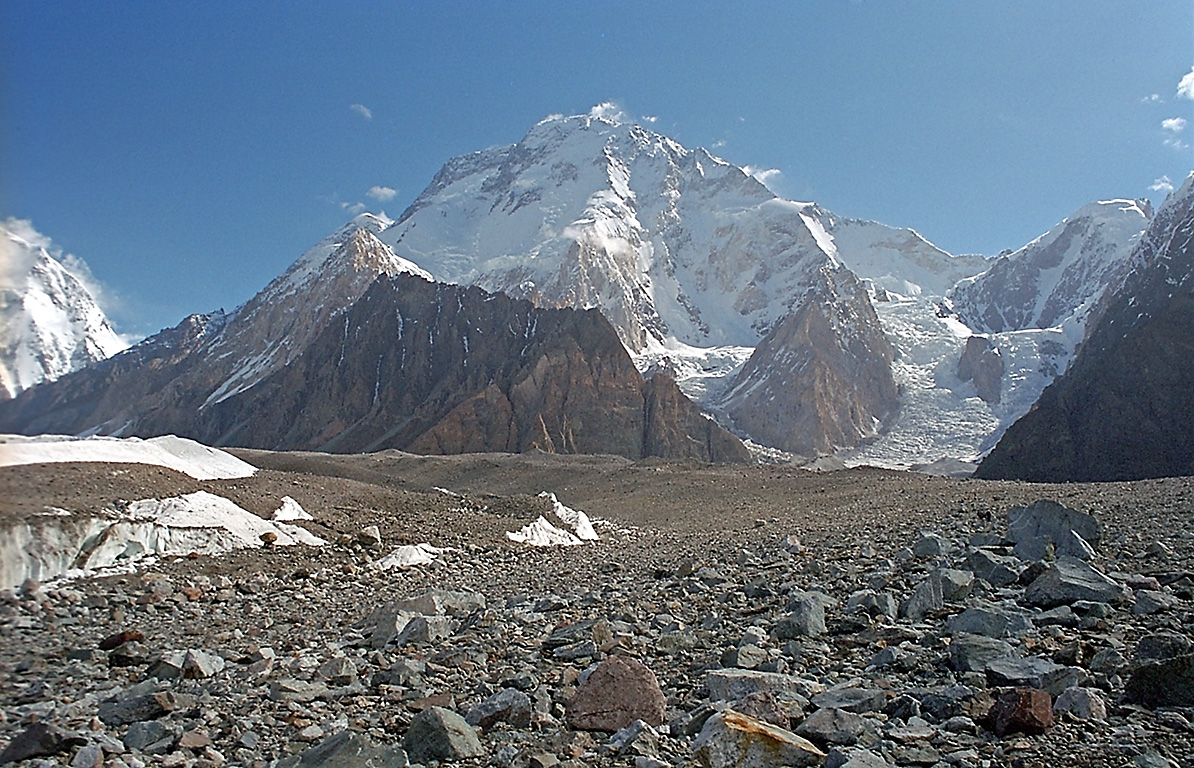
Броуд-Пик — последняя покорённая вершина Германа Буля

- 1940 — Многочисленные восхождения в Штубайских, Веттерштайнских и Циллертальских Альпах (Карвендель, Вилден-Кайзер[англ.] и др.)
- 1941— Шарницспитце (восточная стена), Предигтштуль (северный гребень), Гроссер-Мёзелер[нем.] и др.
- 1941— Рипенванд[нем.], Шюсселькаршпитце[нем.] / (первое соло)
- 1942 — Тотенкирхль[нем.] (по камину Дюльфера)
- 1943 — Маукшпитце[нем.] (западная стена) / (ПП — первое прохождение)
- 1944 — Оксенванд-Гросе[нем.] (северо-восточный гребень) / (ПЗВ — первое зимнее прохождение)
- 1946 — Зекарлесшнайд[нидерл.] (северо-западный контрфорс) / (ПП)
- 1946 — Оберрайнтальшрофен[нем.] (южный контрфорс) / (ПП)
- 1947 — Гипфельштюрмернадель (восточная стена, южный гребень, северный гребень) / (ПП)
- 1947 — Шпеккарспитце[нем.] (диретиссима западной стены) / (ПП)
- 1947 — Ротвандльспитце[нем.] (восточная вершина по северной стене) / (ПП)
- 1947 — Лалидерер-Шпитце[нем.] (диретиссима северной стены, северо-восточный гребень) / (ПП)
- 1947 — Рофанспитце[нем.] (северная стена) / (ПП)
- 1947 — Загцан[нем.] (восточная стена) / (ПП)
- 1947 — Рофантурм (западный гребень (1946), южная стена) / (ПП)
- 1948 — Лалидерер-Шпитце[нем.] (северный гребень) / (ПЗВ)
- 1949 — Циафацес-Пиц[нем.] (южная стена) / (ПП)
- 1950 — Пи́ц-Берни́на по Бьянкограт, Чима-Канали[итал.] (новый маршрут), Пти-Дрю, Гранд-Жорас и др. /
- 1951 — Шраммахер[нем.] (северо-западная стена, ПЗВ), Фуссштайн[нем.] (северный гребень, ПЗВ)
- 1952 — Пиц-Бадиле[англ.] (первое одиночное восхождение по северо-восточной стене), Эйгер (по Северной стене), Шюсселькаршпитце[англ.] (соло)
- 1953 — Чонгра-Пик (6450), Ракиот-Пик (7070), Нанга-Парбат
- 1954 — Шертенспитце (западный гребень, соло), Хоер-Гёлль[англ.] (западная стена, соло)
- 1955 — Цвёльфер[нем.] (северный гребень, соло), Дан-дю-Жеан[англ.] (южная стена), Монте-Роза (восточная стена)
- 1956 — Бишофсмютце-Гросе[нем.] (диретиссима северной стены)
- 1956 — Монблан (по гребню Бренва)
- 1957 — Броуд-пик[2][15]

## Комментарии
1. ↑  Речь идёт о применении в тактике высотных восхождений альпийского стиля, впоследствии принятого "на вооружение" многими альпинистами, в том числе, Райнхольдом Месснером — первым восходителем на все 14 восьмитысячников планеты.
2. ↑  Первым человеком, поднявшимся на два непокорённых ранее восьмитысячника был непальский портер Гялзен Норбу (англ. Gyalzen Norbu Sherpa) - Макалу (1955) и Манаслу (1956). Погиб в 1961 году.